# Basile Gras
Basile Gras (Saint-Amans-de-Pellegal, 1836 – Chablis, 1901) è stato un militare francese.
È noto per aver inventato nel 1874 il fucile Gras Mle 1874, dotato di cilindro scorrevole, che sostituì l'obsoleto Chassepot del 1866.